# Quinton Howden
Quinton Howden, född 21 januari 1992 i Winnipeg, Kanada, är en kanadensisk professionell ishockeyspelare som spelar för Västerviks IK i Hockeyallsvenskan. Han har tidigare spelat för NHL-klubbarna Florida Panthers och Winnipeg Jets.
Howden draftades i första rundan i 2010 års draft av Florida Panthers som 25:e spelare totalt.
Han är äldre bror till ishockeyforwarden Brett Howden som spelar för Vegas Golden Knights i NHL.